# Kidd Kidd
Kidd Kidd (наст. имя — Кёртис Стю́арт (англ. Curtis Stewart)) — американский рэпер, который подписал контракт с лейблом 50 Cent и его группы G-Unit: G-Unit Records. Он подписал контракт в июле 2011 года, а раньше, был подписан на лейбл Young Money Entertainment.

## Дискография

### В составе G-Unit
| Название                   | Детали                                                       | Высшая позиция в чарте | Высшая позиция в чарте | Высшая позиция в чарте | Продажи  |
| Название                   | Детали                                                       | US                     | US R&B/HH              | US Rap                 | Продажи  |
| -------------------------- | ------------------------------------------------------------ | ---------------------- | ---------------------- | ---------------------- | -------- |
| The Beauty of Independence | - Released: 25 августа 2014 - Label: G-Unit - Format: ЦД, CD | 17                     | 5                      | 3                      | - 14 472 |
| The Beast Is G-Unit        | - Released: 3 марта 2015 - Label: G-Unit - Format: ЦД        | 27                     | 3                      | 3                      | - 18 542 |